# بيتر وايتهيد
بيتر وايتهيد (بالإنجليزية: Peter Whitehead)‏ هو منافس ألعاب قوى بريطاني، ولد في 3 ديسمبر 1964.

## وصلات خارجية
- بيتر وايتهيد على موقع الاتحاد الدولي لألعاب القوى (الإنجليزية)
- بيتر وايتهيد على موقع أوليمبيديا (الإنجليزية)
- بيتر وايتهيد على موقع اللجنة الأولمبية البريطانية (الإنجليزية)